# LGA 1151
LGA 1151, також відомий, як Socket H4 — сокет для мікропроцесорів Intel Skylake (6 покоління), Kaby Lake (7 та 8 покоління), Coffee Lake (9 покоління).  LGA 1151 має 1151 пружний контакт.
LGA 1151 призначений як заміна для LGA 1150 (також відомого як Socket H3).
Існує в двох різних версіях: LGA 1151 rev 1, яка підтримує як процесори Intel Skylake, так і Kaby Lake, і друга LGA 1151 rev 2, яка підтримує виключно процесори Coffee Lake. Хоча ревізії мають однакові фізичні характеристики, вони розрізняються, і ревізія 2 не підтримує процесори 6-7 покоління та навпаки (за виключенням спеціальних комбінацій чипсетів та процесорів).
Материнські плати з цим сокетом підтримують оперативну пам'ять DDR3 або DDR4 в залежності від ревізії, та чипсета. Друга ревізія підтримує лише DDR4.